# Leuprorelina
Leuprorelina (łac. leuprorelinum) – wielofunkcyjny organiczny związek chemiczny, nonapeptyd, syntetyczny analog gonadoliberyny, stosowany w leczeniu raka gruczołu krokowego, endometriozy, mięśniaków macicy, przedwczesnego pokwitania oraz w terapii korekty płci.

## Budowa i mechanizm działania
Leuprorelina jest syntetycznym analogiem gonadoliberyny, agonistą o silniejszym od niej działaniu. W pierwszym okresie leczenia poziom hormonu folikulotropowego (FSH) oraz luteinizującego (LH) wzrasta, natomiast hamowanie wydzielania hormonów płciowych rozpoczyna się po 2–4 tygodniach.

## Zastosowanie

### Wskazania rejestracyjne
- zaawansowany hormonozależny rak gruczołu krokowego[5]
- rak gruczołu krokowego miejscowo zaawansowany z dużym ryzykiem progresji choroby w połączeniu z radioterapią[5]
- rak gruczołu krokowego miejscowo zaawansowany w połączeniu z radioterapią[5]
- rak gruczołu krokowego, kiedy wymagane jest obniżenie stężenia testosteronu do stężenia charakterystycznego dla braku czynności gruczołów płciowych (stężenie kastracyjne)[4]
- leczenie paliatywne raka gruczołu krokowego[6]
- endometrioza (przez okres 6 miesięcy)[4]
- mięśniaki gładkokomórkowe macicy (przez okres 6 miesięcy)[4]
- przedwczesne dojrzewanie płciowe pochodzenia ośrodkowego u dzieci (dziewczęta poniżej 9 roku życia, chłopcy poniżej 10 roku życia)[4]

### Wskazania pozarejestracyjne
- leczenie hormonalne podczas korekty płci z męskiej na żeńską oraz leczenie długoterminowe po operacji korekty płci[7]
- ścieńczenie endometrium przed zabiegiem ablacji[2]

Leuprorelina znajduje się na wzorcowej liście podstawowych leków Światowej Organizacji Zdrowia (WHO Model Lists of Essential Medicines) (2017).
Leuprorelina jest dopuszczona do obrotu w Polsce (2018).

## Działania niepożądane

### Działania niepożądane u mężczyzn
Leuprorelina może powodować następujące działania niepożądane u ponad 10% pacjentów: rozszerzenie naczyń krwionośnych, wybroczyny, rumień, uderzenia gorąca, zmęczenie, pieczenie w miejscu podania, zaburzenia czucia w miejscu podania, zwiększenie aktywności dehydrogenazy mleczanowej w osoczu.

### Działania niepożądane u kobiet
Leuprorelina może powodować następujące działania niepożądane u ponad 10% pacjentek: zwiększenie masy ciała, labilność emocjonalna, zmniejszenie libido, bezsenność, zaburzenia depresyjne, nerwowość, niepokój, zawroty głowy, ból głowy, rozszerzenie naczyń krwionośnych, nudności, tkliwość wątroby, trądzik.